# Contea di Gentry
La contea di Gentry in inglese Gentry County è una contea dello Stato del Missouri, negli Stati Uniti. La popolazione al censimento del 2000 era di 6 861 abitanti. Il capoluogo di contea è Albany